# آنجلو وانزین
آنجلو وانزین (ایتالیایی: Angelo Vanzin؛ زادهٔ ۸ فوریهٔ ۱۹۳۲) قایقران روئینگ اهل ایتالیا بود.